# Банковская система Туркменистана
Банковская система Туркменистана — двухуровневая система кредитно-финансовых учреждений, включающая в себя Центральный банк Туркменистана (первый уровень) и коммерческие банки, осуществляющие банковские операции (второй уровень).

## Правовое регулирование
Банковская деятельность в Туркменистане является лицензируемым видом деятельности и регулируется следующими законами:
- Закон Туркменистана «О Центральном банке Туркменистана» (25.03.2011);
- Закон Туркменистана «О кредитных учреждениях и банковской деятельности» (25.03.2011);
- Закон Туркменистана «О микрофинансовых организациях и микрофинансировании» (21.05.2011);
- Закон Туркменистана «О кредитных союзах» (04.08.2011);
- Закон Туркменистана «О валютном регулировании и валютном контроле во внешнеэкономических отношениях» (01.10.2011);
- Закон Туркменистана «Об обязательной гарантии вкладов физических лиц» (15.10.2016).

## Платёжная система Туркменистана
Безналичные расчёты в Туркменистане осуществляются через платёжную систему Центрального банка Туркменистана и внутрибанковскими платёжными системами для расчетов между подразделениями одного банка.
Центральный банк Туркменистана координирует и регулирует расчётные отношения в Туркменистане, осуществляет отслеживание деятельности межбанковских платёжных систем, определяя основные положения их функционирования, устанавливает правила, формы, сроки и стандарты осуществления безналичных расчётов, а также организует наличное денежное обращение.

## Структура
Участниками банковской деятельности в Туркменистане являются Центральный банк Туркменистана и 12 коммерческих банков:
- Государственный банк внешнеэкономической деятельности Туркменистана
- Государственный коммерческий банк Туркменистана «Туркменбаши»
- Государственный коммерческий банк Туркменистана «Туркменистан»
- Государственный коммерческий банк Туркменистана «Президентбанк»
- Государственный коммерческий банк Туркменистана «Дайханбанк»
- Государственный коммерческий банк Туркменистана «Халкбанк»
- Государственный банк развития Туркменистана
- Акционерный коммерческий банк «Сенагат»
- Акционерный коммерческий банк «Рысгал»
- Туркмено-турецкий акционерный коммерческий банк
- Международный акционерный банк «Гарагум»
- Банк «Садерат Иран» (филиал)